# Kis János (futsaledző)
Kis János (1958. április 24. – 2023. szeptember 22.) magyar futsaledző. 1980 óta kispályázott játékosként, 1980–90-es években több országos tornát nyert. 1994-ben, 1996-ban és 1998-ban országos futsalbajnok lett edzőként. 2005-ben és 2006-ban bajnoki címre vezette Gödöllő futsalcsapatát.

## Sikerei

### Játékosként
- 3x Magyar futsalkupa-győztes
- 2x Magyar futsal-szuperkupa-győztes

### Edzőként
- 5x Magyar futsalbajnok:
  - 1994, 1996: Nestlé
  - 1998: Külker
  - 2005, 2006: Gödöllő
- 1x Magyar strandfoci bajnok
- Európai futsal ranglista: Gödöllő 14. hely (2006)
- Több magyar futsal játékos edzője: Baranyai Pál, Szekula Ferenc, Jávor István, Juhász András, Szalay Gábor, Tóth Szabolcs, Szabó Zoltán, Frank Tamás, Gyurcsányi Zsolt, Lódi Tamás, Tóth Gyula, Kovacsics Károly, Harnisch Ákos, Fehér Krisztián

## Kötetei
- Kis János – Jakab Zoltán – Vic Hermans: Futsal - Edzőképzés / Training for futsal coaches; Korrekt Bt., Bp., 2008
- Kis János: Aki arra érdemes...; 2. bőv. kiad.; Korrekt Bt., Bp., 2014
- Kis János: Így látom a labdarúgást; LV International Kft., Bp., 2017